# Yanto Barker
Yanto Barker (* 6. Januar 1980 in Carmarthen) ist ein britischer Unternehmer und ehemaliger  Straßenradrennfahrer aus Wales.
Yanto Barker wurde 1998 britischer Meister im Straßenrennen der Juniorenklasse. In der Saison 2003 gewann er die erste Etappe beim Circuit de Lorraine. Daraufhin fuhr er Ende des Jahres für die französische Mannschaft MBK–Oktos als Stagiaire bekam aber keinen Profivertrag für die folgende Saison. 2005 wurde er dann Profi bei dem britischen Continental Team Driving Force Logistics. In seinem ersten Jahr dort wurde er Dritter bei der britischen Meisterschaft und er gewann eine Etappe bei Surrey League 5 Day. 2010 gewann Barker eine Etappe beim Totnes-Vire Stage Race und konnte so auch die Gesamtwertung für sich entscheiden. 2014 gewann er das Eintagesrennen Lincoln Grand Prix.
Yanto Barker stellt mit seiner Firma Le Col Radsportbekleidung her. 2010 fuhr er für das Pendragon Sports/Le Col/Colnago Team, bei dem er auch Mitsponsor war. Ende der Saison 2016 beendete er seine Radsportlaufbahn.

## Erfolge
1998
- Britischer Meister – Straßenrennen (Junioren)

2003
- eine Etappe Circuit de Lorraine

## Teams
- 1998 Mid Devon Cycling Club
- 2000 Linda McCartney Racing Team
- 2001 VC Roubaix
- 2002 VC Roubaix
- 2003 CC Etupes
- 2003 MBK–Oktos (Stagiaire)
- 2005 Driving Force Logistics
- 2006 DFL-Cyclingnews-Litespeed (bis 18. Mai)
- 2009 Colnago Team
- 2010 Pendragon Sports/Le Col/Colnago Team
- 2012 UK Youth Cycling
- 2013 Team UK Youth
- 2014 Raleigh-GAC
- 2015 ONE Pro Cycling
- 2016 ONE Pro Cycling

## Le Col
Yanto Barker gründete im Jahr 2011 die Firma Le Col aus seinem schon länger bestehenden „Ein-Mann-Radsportteam“ gleichen Namens. Le Col produziert über eine akquirierte italienische Textilfirma hochwertige Radsportbekleidung und stattet einige international bekannte Teams aus, u. a. Bora-hansgrohe und Bahrain-McLaren.